# Zeventienhoek

Een regelmatige zeventienhoek

De zeventienhoek of heptadecagoon is een veelhoek met zeventien hoeken en evenzo zeventien zijden.
Als van de zeventienhoek alle zijden even lang zijn en alle hoeken gelijk en de punten dus regelmatig verdeeld op een omgeschreven cirkel liggen, dan spreken we van een regelmatige zeventienhoek. Het bijzondere van deze regelmatige zeventienhoek is, dat deze construeerbaar met passer en liniaal is. Dit is bewezen door Carl Friedrich Gauss in 1796. Dit volgt uit het feit dat 17 een Fermat-priemgetal is. In dit artikel wordt verder alleen op de regelmatige zeventienhoek ingegaan.

## Eigenschappen
- De middelpuntshoek α heeft een waarde van {\displaystyle {\frac {360^{\circ }}{17}}\approx 21{,}17647059^{\circ }}.
- De verhouding tussen de lengte van de zijde en de straal van de omgeschreven cirkel bedraagt:

{\displaystyle s=2\cdot r_{u}\cdot \sin \left({\frac {\alpha }{2}}\right)\approx r_{u}\cdot 0{,}3675}
- Gauss' bewijs liet zien dat de cosinus van de middelpuntshoek gelijk is aan:

{\displaystyle \cos {\frac {360^{\circ }}{17}}={\frac {-1+{\sqrt {17}}+{\sqrt {2\left(17-{\sqrt {17}}\right)}}+2{\sqrt {17+3{\sqrt {17}}-{\sqrt {2\left(17-{\sqrt {17}}\right)}}-2{\sqrt {2\left(17+{\sqrt {17}}\right)}}}}}{16}}}
Hieruit is de construeerbaarheid af te leiden.

## Constructie
In 1825 publiceerde Johannes Erchinger als eerste een constructie voor de regelmatige zeventienhoek in 64 stappen.
1. Teken de omgeschreven cirkel k1 van de zeventienhoek met middelpunt O;
2. Teken een diameter AB;
3. Construeer de middelloodlijn m die k1 snijdt in C en D;
4. Construeer het midden E van DO;
5. Construeer het midden F van EO, en teken FA;
6. Construeer de deellijn w1 van de hoek OFA;
7. Construeer de deellijn w2 van de scherpe hoek tussen m en w1. Het snijpunt met AB is G;
8. Construeer de loodlijn s op w2 door F;
9. Construeer de deellijn w3 van de rechte hoek tussen s en w2. Het snijpunt met AB is H;
10. Construeer de cirkel k2 met diameter HA. De snijpunten met CD zijn J en K;
11. Construeer de cirkel k3 met middelpunt G door J en K. De snijpunten met AB zijn de punten L en N, waarbij N dicht ligt bij het middelpunt M van k2;
12. Construeer een raaklijn aan k3 door N.
13. De snijpunten van deze raaklijn met k1 zijn de punten P3 en P14 van de regelmatige zeventienhoek. Met A = P0 en d1 = |P0P3| kunnen we nu door herhaald vanaf een nieuw hoekpunt de afstand d1 af te passen de overige hoekpunten vinden.

Constructie van Erchinger in 64 stappen als animatie.